# Giulio Genoino (poeta)
Giulio Genoino (Frattamaggiore, 13 maggio 1773 – Napoli, 7 aprile 1856) è stato un poeta e librettista italiano.

## Biografia
La fama del poeta Abate Giulio Genoino patriota giacobino,  supera i ristretti limiti paesani o regionali per spaziare in quelli più vasti dell'Italia e dell'Europa; le sue opere furono, infatti, ristampate da diversi editori nostri e tradotte in lingue diverse; i suoi motti di spirito, gli episodi curiosi della sua vita sono ricordati ancora simpaticamente, giacché egli non fu solamente letterato insigne, educatore di vasta dottrina, ma anche uomo arguto e faceto, tanto che noi non sapremmo oggi rappresentarcelo senza un bonario sorriso errante sulle sue labbra e rischiarante i suoi occhi, dallo sguardo limpido e buono, come si addiceva a chi spendeva il tempo in onesti studi ed indirizzava tutte le sue forze all'elevazione dell'umana coscienza e al perfezionamento della società.
Fu scopo precipuo della sua esistenza quello di istruire divertendo: quindi da lui non libri pesanti di erudizione, non volumi densi di pensieri profondi e tali da passare soltanto per mano di dotti, bensì lavori snelli ed eleganti, di facile lettura, attraenti, ricchi, qua e là, di spiritose osservazioni, lavori insomma destinati alla massa, della quale il Genoino dimostra di ben conoscere gli umori e le simpatie.
Sempre presente il contenuto morale: esso è diluito fra le pagine, nascosto fra le righe, per poi balzare pienamente in luce nell'epilogo ed inserirsi con forza preponderante nell'animo del lettore, il quale si trova ad aver compiuto una fatica non soltanto piacevole e ricreativa, ma utile anche in sommo grado.
Una tendenza spiccata mostrò l'illustre per la drammatica, branca della letteratura nella quale mieté forse i suoi allori migliori; sono le sue commedie dalle linee semplici, a volte scheletriche, ma sempre riflettenti un aspetto vero ed umano della vita; sono pagine di crudo realismo, ove l'Autore mostra al pubblico vizi e virtù, che nella frettolosa vita. quotidiana ci passano sotto gli occhi quasi inosservati. Scrive Pietro Calà Ulloa: "La commedia che è forse più adatta di qualsiasi altra ai nostri tempi, non si sostiene sulle nostre scene che mediante traduzioni di opere francesi. Fu Giulio Genoino che senti per primo l'imperfezione di quelle opere per ricondurci al Goldoni, modello unico di quadri vivi e naturali. Giovan Battista Vico, Giovanni Battista Della Porta, Lo Zingaro pittore, La lettera anonima, L'istinto del cuore, e le altre sue commedie, non erano senza dubbio dei brillanti schizzi, ma vi si ritrovavano parecchie scene che ricordano Goldoni e racchiudevano delle vere bellezze".
Non viene mai a mancare, nella prosa del nostro Abate, un senso di placida calma, quasi che egli non voglia turbare l'animo di chi lo segue nel suo lavoro, ma, al contrario, desideri far comprendere che anche nei momenti più duri, anche fra le più angosciose strettoie della sventura, mai bisogna smarrire la tranquillità e la forza d'animo, elementi necessari per vincere ogni difficoltà e pervenire alla meta.
Tali osservazioni balzano evidenti mando si scorrono le pagine della sua Etica drammatica, pubblicata nel 1824 in due edizioni successive e tradotta poco dopo in tedesco, e quelle dell' Etica drammatica per l'educazione della gioventù, che vide la luce nel 1831.
"Giulio Genoino pensò di servirsi dell'attrattiva del teatro per l'educazione dell'infanzia. Nella sua Etica drammatica vi è del Berquin, qualche cosa che parla al cuore. Il suo scopo era di soddisfare con una bella occupazione quelle schiette fantasie, quei mille piccoli bisogni dell'infanzia che variano come i colori dell'iride. In questa opera le idee non possono mostrarsi con maggiore semplicità, e l'espressione vi è sempre ingenua, spesso familiare, senza aver mai niente di volgare. Si può, è vero, rimproverargli qualche monotonia, ma egli ci soggioga dalla prima pagina con un vero poetico ed un'abbondanza di sentimenti nobili". Il Genoino compose "ben ventisei piccoli drammi, per lo più in due atti, che hanno come titolo una virtù sociale o religiosa e l'azione scenica come dimostrazione".
Genoino è anche giustamente celebre come poeta: il suo verso è armonioso e facile, senza voli pindarici che rendano arduo il concetto a chi legge, ma tuttavia ricco di tutte quelle cure particolari, di quelle finezze, che stanno a rivelare l'artista completo.  Egli aveva molto tatto letterario, rimava con una facilità gradevole, il pensiero sembrava sgorgargli schiettamente, ingenuamente, così come si presentava al suo spirito, ma egli non era mai agitato da impressioni che voleva imporsi.
Gli avvenimenti politici non mancarono di interessare costantemente il Genoino, che per lunghi anni era stato nel maneggio dei pubblici affari, e ad ispirargli alcune delle sue migliori composizioni poetiche.

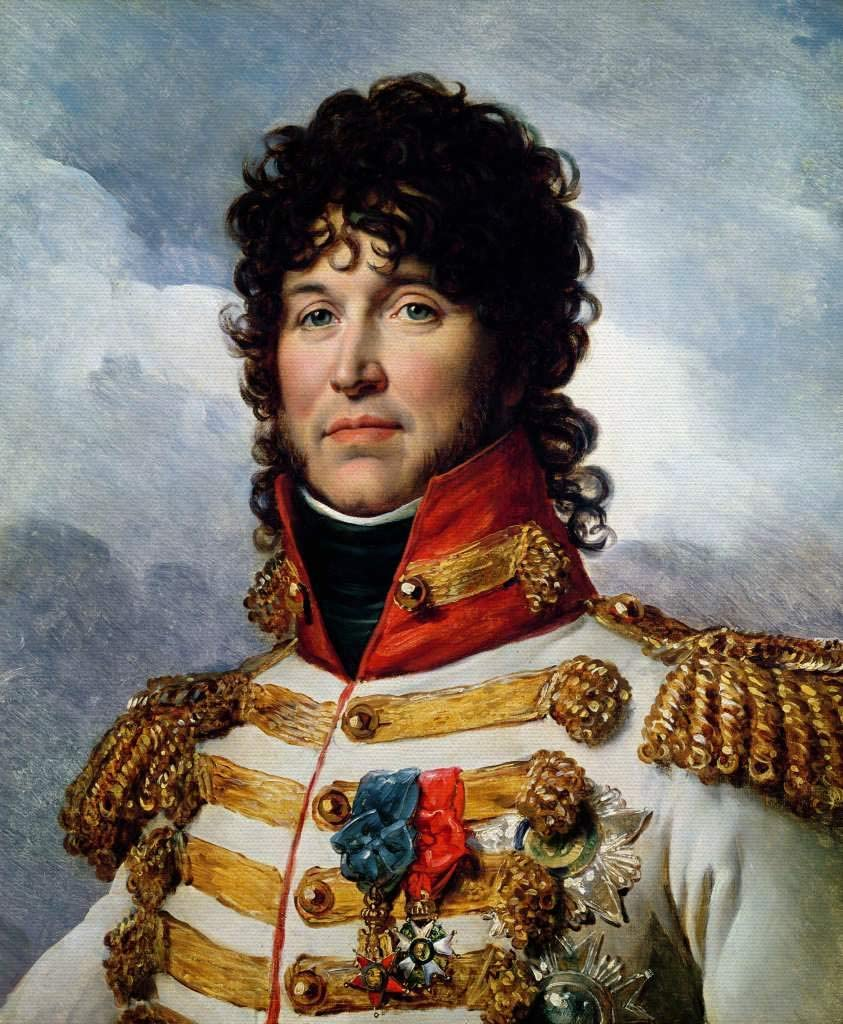
Gioacchino Murat - l'abate Genoino gli dedicò un'ode

La figura eroica e perfino leggendaria di Gioacchino Murat, l'Italico, non poteva mancare di fermare l'attenzione del dotto Abate, che a lui dedicò l'ode, scritta in occasione del suo ritorno dalla campagna di Russia nel 1812.
Queste poche note non hanno la pretesa di dare l'esatta misura della grandezza di Giulio Genoino, che fu scrittore geniale, erudito in sommo grado senza volerlo mostrare, poeta fecondo e forbito.
La famiglia Genoino vantava antiche tradizioni nobiliari: nei tempi più recenti il conte Antonio Genoino era stato ministro di Ferdinando II d'Asburgo.

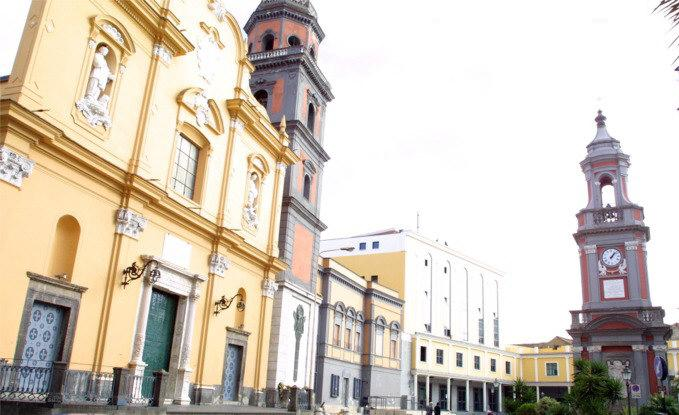
Frattamaggiore

L'illustre nostro letterato nacque in Frattamaggiore il 13 maggio 1773 da Carlo e Maria Tramontano e fu suo maestro il dottissimo Canonico Don Domenico Niglio. Nel 1793 fu dai genitori inviato a Napoli perché vi completasse la sua educazione e fosse avviato allo stato ecclesiastico.
Fece infatti parte del Clero regio e nel 1797, con decreto del re Ferdinando IV, venne nominato Cappellano del reggimento di fanteria Principe.
Nel 1806 fu chiamato a far parte della Reale Segreteria di Stato e quivi, in diversi incarichi, si mostrò uomo di non comuni capacità. Più tardi fu Ufficiale di carico nel Supremo Consiglio di Cancelleria.
Furono suoi amici le più eminenti personalità della politica e della cultura del secolo, le quali ammiravano in lui il non comune sapere e l'amore per le Arti belle, non esclusa la musica, di cui aveva conoscenze abbastanza vaste.
I suoi successi letterari finirono, però, col farlo decidere a dedicarsi esclusivamente ai suoi studi preferiti e fu perciò che si ritirò da ogni pubblica occupazione e, nella calma operosa del suo paese natio, compose le sue opere migliori.
Oltre le opere che egli compose, pubblicò nel 1811 il Saggio di poesie, subito esaurito e ripubblicato l'anno seguente, insieme al bel volume di versi Viaggio poetico pei Campi Flegrei Una sua nuova raccolta di poesie vide la luce nel 1818. Quanti furono, inoltre, i suoi scritti pubblicati su quasi tutte le riviste letterarie dell'epoca e molti tradotti anche dalla stampa periodica straniera.
Fu il conte Giulio Genoino primo cappellano della cappella di Ingenuino di Sabiona, vescovo di Sabiona; detta cappella era gentilizia della famiglia Genoino, ma per molto tempo la cappellania non fu curata finché non provvidero le sorelle Francesca e Beatrice Genoino.
"Quantunque Genoino fosse molto innanzi negli anni, la sua Musa non era vacillata, egli non pensava che a fare dei versi fino ai suoi ultimi istanti. Egli diede in quei tempi una edizione completa delle sue opere, ove mise più cura ed attenzione alla versificazione dandole più verve poetica".
Il poeta si spense il 7 aprile 1856. Egli riposa nella cappella di S. Ingenuino a Frattamaggiore
Fu autore di numerose canzoni, sia in italiano che in napoletano. Queste ultime hanno fatto il giro del mondo e sono cantate dai più famosi cantanti napoletani e stranieri e fanno parte del loro repertorio. La più famosa è Fenesta ca lucive. 
Inoltre fece la trascrizione di Fenesta vascia, un canto anonimo del XVI secolo. 

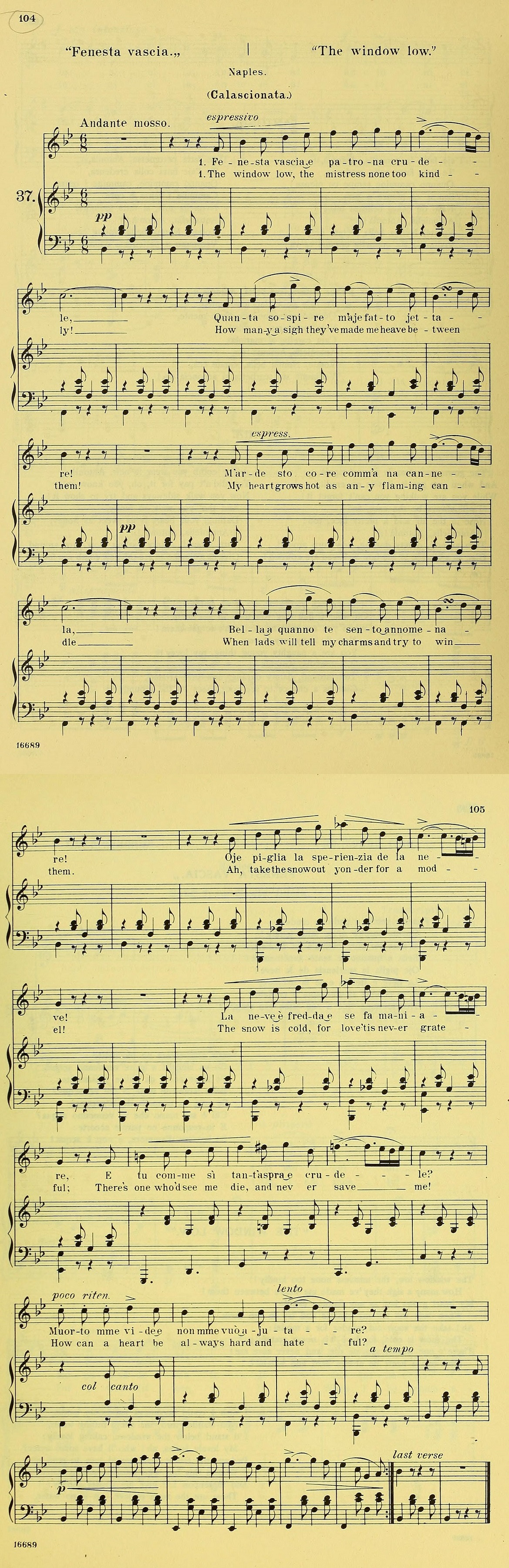
Fenesta vascia, trascrizione di Giulio Genoino

Scrisse numerosi libretti d'opera, tra cui La lettera anonima per Gaetano Donizetti.
A lui sono attribuiti i versi della romanza di Vincenzo Bellini Dolente immagine.